# Малоросійська губернія
Малоросíйська губéрнія — назва двох адміністративно-територіальних одиниць Російської імперії, що існували у XVIII столітті.

## Перша Малоросійська губернія
Утворена в 1764 з частини Лівобережної України після остаточної ліквідації інституту гетьманства. 
У 1764—1775 складалася з 10 полків (адміністративно-територіальних і військових одиниць, успадкованих від Гетьманщини).
У 1764 13 сотень Полтавського полку було Росією анексовано та приєднано до новоствореної Новоросійської губернії; у складі Полтавського полку у 1764—1775 було усього 5 сотень. 20 жовтня 1775 року Полтавський полк було остаточно ліквідовано, отже, у складі Малоросійської губернії у 1775-81 роках було 9 полків.
З 1765 по 1773 адміністративним центром був Глухів, в 1773 центр перенесений до Козельця, а в 1775 — до Києва.
Восени 1781 Малоросійська губернія скасована та розділена на Новгород-Сіверське, Чернігівське та Київське намісництва.

## Друга Малоросійська губернія
У 1796 Малоросійська губернія знову утворена з трьох намісництв, на які тоді поділялася Малоросія, причому до неї приєднані були і колишній Полтавський полк, і місто Кременчук, з містечками та селищами колишнього Миргородського полку, що входили до складу Катеринославської губернії, але відокремлено місто Київ, «з окружністю, по положенням його за рікою Дніпром». Губернським містом був призначений Чернігів. Губернія була розділена на 20 повітів.
- Чернігівський,
- Козелецький,
- Переяславський,
- Пирятинський,
- Золотоніський,
- Хорольський,
- Кременчуцький,
- Полтавський,
- Зіньківський,
- Гадяцький,
- Лубенський,
- Роменський,
- Прилуцький,
- Ніжинський,
- Сосницький,
- Конотопський,
- Глухівський,
- Новгород-Сіверський,
- Стародубський,
- Мглинський.

Утворення Малоросійської губернії знаходилося у зв'язку з відновленням за Павла I в Малоросії судів генерального, земських і підкоморських. У 1802 році з Малоросійської губернії утворені були дві — Чернігівська і Полтавська.

## Малоросійське генерал-губернаторство
У 1802 році Малоросійську губернію розділено на Чернігівську й Полтавську губернії, які разом становили Малоросійське генерал-губернаторство.
На території Малоросійської губернії, а згодом і Малоросійського генерал-губернаторства діяли Генеральний Малоросійський суд (1797—1831) й земські підкоморські суди (1797—1834).
Малоросійське генерал-губернаторство було ліквідовано у березні 1836 року у зв'язку з утворенням Чернігівського, Полтавського і Харківського генерал-губернаторств. Губернії Харківську, Полтавську та Чернігівську в офіційних документах царського уряду, зокрема про скасування кріпацтва, і далі продовжували іменувати «Малоросійськими» (на відміну від Правобережної та Південної України).

## Очільники
- 16 грудня 1796 — травень 1797: військовий губернатор В'язмітінов Сергій Кузьмич (7.10.1744—15.10.1819);
- 1797: губернатор Бакуринський Яків Леонтійович;
- 1798–1800: губернатор Миклашевський Михайло Павлович (1756—26.08.1847);
- 1800— 27 лютого 1802: губернатор Френсдорф Іван Васильович.
- 4 лютого 1802: генерал-губернатор Куракін Олексій Борисович[2]